# شهرستان کیت (نبراسکا)
شهرستان کیت، نبراسکا (به انگلیسی: Keith County, Nebraska) یک سکونتگاه مسکونی در ایالات متحده آمریکا است که در نبراسکا واقع شده‌است.

## خصوصیات
شهرستان کیت ۲٬۸۷۴٫۹ کیلومترمربع مساحت دارد.